# 하트 나라의 앨리스 ~Wonderful Wonder World~
《하트 나라의 앨리스 ~Wonderful Wonder World~》(일본어: ハートの国のアリス ハートのくにのアリス ワンダフルワンダーワールド[*])는 2007년 2월 14일에 QuinRose를 통해 발매된 PC용 연애 어드벤처 게임으로, 이상한 나라의 앨리스를 모티브로 한 오토메 게임 작품이다.

## 개요
부제는 전 작품 공통. QuinRose 공식 홈페이지에서는 본작과 후속작을 합쳐 《앨리스 시리즈(アリスシリーズ)》라 통칭하고 있다.
2008년 9월 18일에, CG를 고치고 시나리오를 추가한 PS2 이식판이, 2009년 7월 30일에는 PSP 이식판이 프로토타입을 통해 발매되었다.
2007년 12월 25일, 속편인 《클로버 나라의 앨리스》가 발매되었으며 이후 2010년 4월 15일에 PS2 이식판이 프로토타입을 통해, 2011년 3월 31일에 PSP 이식판이 QuinRose를 통해 발매. 2009년 10월 31일에는《조커 나라의 앨리스》, 2010년 3월 14일에는 하트나라의 앨리스의 볼륨업 리메이크판 《애니버서리 나라의 앨리스》가 QuinRose를 통해 발매되었다. 이후 2011년 12월 22일 QuinRose에서 《조커나라의 앨리스》의 팬디스크인 《장난감 상자 나라의 앨리스》를 발매하였다.
2012년 12월 20일, 그림작가가 바뀌어서 나오는《다이아나라의 앨리스》가 발매되었으며, 2013년 7월 25일에는 팬디스크인《다이아나라의 앨리스~Wonderful miMirror World~》가 발매되었다.
다이아나라의 앨리스부터 그림이 좀 더 좋아지면서 Quinrose는 다시《애니버서리 나라의 앨리스》를 리메이크하여,《신장판 하트나라의 앨리스》를 2013년, 10월 31일에 발매하였다.
《신장판 하트나라의 앨리스》는 모바일로도 현재 안드로이드, 아이폰으로 다운 받아서 즐길 수 있다.
그 뒤 시간이 좀 지나 2014년 5월 29일에, 하트나라의 앨리스의 팬디스크인《하트나라의 앨리스~Wonderful Twin World~》를 발표하였다.
2014년 12월 18일에는《신장판 클로버나라의 앨리스》가 발표되었다.
2015년 2월 4일 수요일부터는《하트나라의 앨리스.뮤지컬》까지 나온 상태다.
작품 중 《조커 나라의 앨리스》와 《애니버서리 나라의 앨리스》 PC판은 인증 시스템이 도입되어, 온라인으로 인증 번호를 입력하지 않으면 실행이 불가능하다.
현재 PC판은 《애니버서리나라의 앨리스》《클로버나라의 앨리스》《조커나라의 앨리스》3가지 뿐이며, 최근에는 PSP버전으로밖에 나오질 않고 있다.

## 게임 소프트 일람
- 하트 나라의 앨리스 ~Wonderful Wonder World~ : PC, PS2, PSP
- 클로버 나라의 앨리스 ~Wonderful Wonder World~ : PC, PS2, PSP
- 조커 나라의 앨리스 ~Wonderful Wonder World~ : PC, PSP
- 애니버서리 나라의 앨리스 ~Wonderful Wonder World~ : PC, PSP[2]
- 장난감 상자 나라의 앨리스 ~Wondeful Wonder World~ : PSP
- 다이아 나라의 앨리스 ~Wonderful Wonder World~ : PSP, PS2
- 다이나 나라의 앨리스 ~Wonderhul mirror World~ : PSP, PS2
- 신장판 하트나라의 앨리스 ~Wonderful Wonder World~ : PSP, PS2
- 하트나라의 앨리스 ~Wonderful twin World~ : PSP, PS2
- 신장판 클로버나라의 앨리스 ~Wonderful Wonder World~ : PSP, PS2

## 등장인물
앨리스 리델(일본어: アリス＝リデル, 영어: Alice Liddell)
성우 - 쿠기미야 리에 (극장판 및 일부 드라마CD 한정)
연령 불명. 주인공. 이름은 변경할 수 있다.
일찍 어머니를 잃은 탓도 있는, 제대로된 여자아이이나, 언니에 대해 콤플렉스가 있다.
언니 생각을 존경하고 있지만 비교하는 것이 많아 좀 답답하다.
첫사랑이 언니를 사랑해서 자신을 버린 적이 있어 연애 면에서는 자신이 서질 않는다.
블러드 듀프레(일본어: ブラッド＝デュプレ, 영어: Blood Dupre)
성우 - 코니시 카츠유키
편의상 26~29세. 통칭은 모자장수. 모자가게 패밀리의 보스.
이른바 마피아의 보스로, 부하는 모두 위험한 사람 뿐이다.
그 톱인 그도 당연히 위험한 남자.
스스로 움직이는 것보단, 뒤에서 뭔갈 꾸미는걸 좋아하며, 배후에서 시키는 역할. 매우 머리가 좋다.
그러나, 재미 있으면 좋다는 성격으로 기분파이기도 하다.
치밀한 것의 계획을 스스로 구멍 투성이로 만든다.
본인은 즐거우므로 전혀 상관 없지만, 주위는 달갑지 않는다.
엘리엇 마치(일본어: エリオット＝マーチ, 영어: Elliot March)
성우 - 모가미 츠구오
편의상 23~26세. 통칭은 삼월 토끼. 모자장수 패밀리의 No.2이다.
모자점 패밀리의 No.2. 모자가게의 동료. 전 범죄자로 탈옥수.
너무 급하고, 옛날에는 바로 총을 쏴서 "굉장히 나쁜 놈" 이었다.
모자장수와 어울려 다니게 되면서부터는 순해져, 지금은 3초 정도 생각하고 총을 쏘는 "좀 나쁜 놈" 로 바뀌었다.
스스로는 굉장히 진보했다고 생각한다.
트위들 디 (일본어: トゥイードル＝ディー, 영어: Tweedle Dee)
성우 - 후쿠야마 준
편의상 13~16세. 통칭 블러디 트윈즈. 모자장수 패밀리의 문지기인 쌍둥이 형제.
모자가게 저택의 문지기.
차가운 사고를 가진 쿨&드라이한 쌍둥이 한 사람. 좋아하는 것은 휴식과 휴일.
일명"블러디·트윈즈(피범벅의 쌍둥이)".
어느 쪽이 형이나 남동생인지 애매 모호해서 현 위치가 계속 달라지고 있다.
가끔 천진한 면도 보이지만, 대체로 악의에 뒷받침되고 있다.
트위들 덤 (일본어: トゥイードル＝ダム, 영어: Tweedle Dum)
성우 - 후쿠야마 준
편의상 13~16세. 통칭 블러디 트윈즈. 모자장수 패밀리의 문지기인 쌍둥이 형제.
모자가게 저택의 문지기.
차가운 사고를 가진 쿨&드라이한 쌍둥이 한 사람. 좋아하는 것은 돈.
일명"블러디·트윈즈(피범벅의 쌍둥이)".
어느 쪽이 형이나 남동생인지 애매 모호해서 현 위치가 계속 달라지고 있다.
가끔 천진한 면도 보이지만, 대체로 악의에 뒷받침되고 있다.
비발디(일본어: ビバルディ, 영어: Vivaldi)
성우 - 카이다 유코
편의상 29~32세. 통칭 하트의 여왕
무자비하고 잔혹하고 오만한 미녀. 히스테릭하고, 감정적이다.
모자가게와 고란드와는 적대 관계.
빨리 처리해 버리고 싶지만 잘 되지 않아 주위에 짜증내고 있다.
자신의 부하는 일회용 도구, 기타의 것은 이용 가치조차 없는 쓰레기라는 인식.
그림 같은 여왕님이지만 사람에게는 말할 수 없는 비밀의 취미를 갖고있다.
페터 화이트(일본어: ペーター＝ホワイト, 영어: Peter White)
성우 - 미야타 코우키
편의상 18~23세. 통칭 흰토끼. 하트의 성의 재상
토끼 귀가 달린 위험한 오빠.
앨리스를 신기한 나라로 이끈(끌어들인), 안내인.
시간을 항상 걱정하고 있다고 자신이서 말하고 있지만, 시간 계산은 꽤 대충이다.
3시에 약속을 하면 낮의 3시도 밤 3시든 똑같이 여긴다.
다음날 낮의 3시였기도 한다. 하얀색이나, 배는 시꺼멓다는 한결같은 소문이 있다.
에이스(일본어: エース, 영어: Ace)
성우 - 히라카와 다이스케
편의상 23~26세. 통칭 하트의 기사. 하트의 성의 기사이자 군사책임자.
하트 기사에서, 하트 여왕, 비발디의 전 부하다. 성을 나와 계속 방랑 중.
정말 재수 없는 남자로 불행 체질에 하는 일마다 사사건건 빗맞아 간다.
아무것도 하지 않는 편이 좋을 정도의 행운이 없으나, 행동파에서 긍정적인 그는 움직여서 실패를 반복한다.
시계장수·유리우스의 적은 친구
메리 고란드(일본어: メリー＝ゴーランド , 영어: Mary Gowland)
성우 - 호리우치 켄유
편의상 32~35세. 유원지의 오너이며 후작. 통칭으로 불리는 일은 거의 없다. 클로버 나라의 앨리스에는 미등장.
유원지의 오너.
장난 같은 이름의 남자이고 고란드씨로 불린다.
메리라는 이름은 싫어하고 알려주지 않지만 비밀은 지켜지지 않고 있다.
음악 감각은 제로보다 마이너스.
보리스 에레이(일본어: ボリス＝エレイ, 영어: Boris Airay)
성우 - 스기야마 노리아키
편의상 16~19세. 통칭 체셔 고양이. 유원지의 식객으로 등장한다.
시니컬한 미소가 특징인, 수수께끼를 좋아하는 고양이.
틈만 있으면, 바로 수수께끼다.
힌트를 줄 때도 있지만 대개 방해가 될 뿐.
문제를 내놓기만하고, 답을 말하지 않기도 한다.
유리우스 몬레이(일본어: ユリウス＝モンレー, 영어: Julius Monrey)
성우 - 코야스 타케히토
편의상 28~31세. 통칭 시계장수. 시계탑의 주인으로 장의사라고도 불린다. 클로버 나라의 앨리스에는 미등장.
어두운 기계 마니아. 금방 침울해진다. 시계 탑에 살고 있으며, 그다지 밖에 안 나간다.
일을 나쁜 쪽 중에 나쁜 쪽으로 생각하고 인간 불신 증상이지만, 에이스와 사이가 좋다.
자신보다 불행한 그를 보면 매우 행복한 기분이 되는 듯하다.
어둡고, 싫은 놈이다.
3월 토끼·엘리엇의 투옥도 얽혀 원망하고 있다.
나이트메어 곳트샤르크(일본어: ナイトメア＝ゴットシャルク, 영어: Nightmare Gottschalk)
성우 - 스기타 토모카즈
편의상 25~28세. 통칭 몽마. 클로버 나라의 앨리스부터 탑이 추가되고 정식 공략 캐릭터가 되었다. 클로버의 탑의 영주.
자주 토혈하는 병약한 악몽.
병원도 싫고. 주사가 싫다.
사람의 마음을 읽고, 꿈에 들어갈 수 있는 능력을 갖는다.
꿈 속에 틀어박히고 싶었는데, 그레이가 끌어내기도 하고, 찾고도 있다.
계속 흡연하므로, 컨디션은 악화 되고 있다.
겉에서의 지위도 높고, 부하도 많지만, 자신의 상태도 관리하지 않기 때문에 그레이에게 몰아주고 있다.
그레이 링마크(일본어: グレイ＝リングマーク, 영어: Gray Ringmarc)
성우 - 나카이 카즈야
편의상 28~31세. 통칭 도마뱀. 클로버의 탑의 영주의 보좌관이자 호위. 클로버 나라의 앨리스부터 등장하며 극장판에는 미등장.
나이트메어의 부하.
예전에는 출세욕도 있고 나이트메어를 암살하려고 한 적도 있었다.
하지만 지나치게 어쩔 수 없는 상사라 불쌍하게 되고 뒷바라지를 하고 있는 동안, 그것이 제자리에 되고 만다.
상식인이기 때문에 고생하는 사람.
엘리엇에게 상사를 따르는 동료 취급을 받아 대처에 곤란하고 있다.
칼 솜씨는 상당한 것으로 에이스로 경쟁하다.
피어스 뷔리에(일본어: ピアス＝ヴィリエ, 영어: Pierce Villier)
성우 - 호시 소이치로
편의상 16~17세. 통칭 잠쥐. 모자장수 패밀리의 청소부이나 가출했다. 클로버 나라의 앨리스부터 등장하며 극장판에는 미등장.
커피 과용으로 불면증인 쥐 씨.
나이트메어를 좋아하고(피곤을 없애 주니까) 쥐라서 보리스를 싫어한다(생명의 위기를 느끼기 때문).
블러드도 싫다(홍차파니까)그리고 비발디도 싫다(똑같은 이유로).
하지만 엘리엇과 페터는 좋아(토끼에 생명의 위기는 느끼지 않기 때문에).
원래는 모자가게 패밀리이었는데 고양이와 친구인 쌍둥이에게 시달리다가 가출했다.
잘 수 없는 날들 속이다.
조커(일본어: ジョーカー, 영어: Joker)
성우 - 이시다 아키라
서커스의 단장이자 감옥의 소장. 조커 나라의 앨리스부터 등장하며 극장판에도 등장했다.
서커스의 단장.
감옥의 교도관을 관장하는 소장이기도 하다.
화이트 씨와 블랙 씨가 있고, 사례에 따라 가면으로 교체된다.(이중 인격이 아니라)
블랙 씨 쪽이 강하지만, 실은 평소 겉으로 드러난 화이트 씨가 무서운 사람.
"모두와 원만히 잘 지내고 싶은데, 미움 받는건 왜지?" 라고 생각하고 있다. 즐겁게 해 주고 싶은데 이루어지지 않는, 불쌍한 카드.
크리스타 스노우피죤 (일본어: クリスタ＝スノーピジョン, 영어: Crysta Snowpigeon)
성우 - 코바야시 사나에
다이아 성의 여왕폐하. 다이아리, 미러아리에 등장한다.
다이아의 여왕.
평화를 상징하는 하얀 비둘기 같은 이름과 청초한 외모지만 그 기호와 평화와는 거리가 멀다.
마음에 드는 것은 얼리고 컬렉션에 넣는다.
지금 가장 얼리고 싶은 것은 나이트메어와 주인공.
어떤 때는 아이, 어떤 때는 어른의 모습으로 나타난다.
시드니 블랙 (일본어: シドニー＝ブラック, 영어: Sidney Black)
성우 - 토리우미 코스케
다이아 성의 재상. 통칭은 검은토끼 다이아리, 미러아리에 등장한다.
주인공을 제일 싫어하는, 검은토끼.
신경질적으로 항상 초조한다.
흰색이 정말 싫어서 모두 검은 채우고 싶한다.
흰색을 좋아한 다이아의 여왕에게는 기호적으로는 당연히 싫어할테나, 그녀의 충실한 부하이며 다이아 성의 재상이기도 하다.
스트레스로 흰머리가 나오는 것에 대해 더 많은 스트레스를 느끼고 있다.
제리코 버뮤다 (일본어: ジェリコ＝バミューダ, 영어: Jericho Bermuda)
성우 - 코야마 리키야
묘지기. 다이아리, 미러아리에 등장한다. 통칭은 도도새
미술관 관장이자 묘지기 인 도도새씨.
이어 모자점 패밀리와 대립한다는 마피아의 보스이기도 하므로 매우 바쁘다.
주위에서는 이미 죽은 남자라고 하고 있다.

## 스토리
커다란 네타바레는 없습니다.
하트나라의 앨리스
어머니를 빨리 여읜 앨리스는 빨리 철이 들었으며, 자신의 가정교사였던 남자와 사귀었던 적이 있다. 그러나, 자신의 가정교사는 앨리스의 언니에게 사랑에 빠지고, 앨리스와 헤어지나 앨리스의 언니, 로리나는 그 가정교사를 거절한다. 앨리스는 어머니대신 자신을 돌봐주는 언니를 좋아하나, 이런면에서 콤플렉스를 느끼기도 한다.
앨리스는 언니와 같이 시간을 보내는 일요일 오후 3시를 좋아했으며, 그 시간에 집착하기도 했다. 그러던 어느날, 앨리스는 게임에 관한 꿈을 꾸게 되고 심리학을 배우던 언니가 게임을 하자며 트럼프를 가지러 간 사이 앨리스의 눈 앞에 옷을 입은 하얀토끼를 보게된다. 무시했으나, 하얀토끼는 앨리스를 데리고 강제적으로 굴에 빠지고 그 굴 끝에 도착한 곳은 시계탑 위, '원더랜드'였다. 그 곳에서, 하얀토끼는 앨리스에게 강제로 키스를 해서 이상한 약을 강제로 먹이고 시계탑의 주인인 '유리우스 몬레이'를 만나지만, '타관자'를 멋데로 데려오고선 도망가는 흰토끼를 쫓아가던 유리우스를 쫓아가던 앨리스는 그대로 기절한다. 잠에서 깨어나 다시 유리우스를 만나고 이 세계는 꿈이라는걸 자각하게 된다. 그리고, 탑에서 내려와 앨리스는 꿈에서 깨기 전에 즐기기로 마음을 먹고 모자가게 저택, 하트의 성, 유원지, 시계탑 중 체재지를 정하여, 꿈 속에서 깨기를 기다리며 생활하게 된다.
클로버나라의 앨리스
하트의 나라에서 이 세계에 애정이 붙어, 자신의 의지로 꿈 속에 남기로 결정한 앨리스는 이사를 맞게된다. 이사의 건으로 유원지(고란드)와 시계탑(유리우스)이 사라지고 숲과 클로버의 탑이 나타났다. 새로운 주민 피어스와 그레이를 만나게되고, 꿈 속에서 밖에 만날 수 없던 나이트메어는 클로버의 탑의 영주로, 이젠 밖에서도 만날 수 있게 되었다.(그래도 병원은 안간다) 클로버라나라의 앨리스에서는 정기적으로 클로버의 탑에 모여 회합을 하는게 룰로 정해져있다.
조커나라의 앨리스
반 팬디스크라고 불리고 있으나, 스토리상으로는 빠져서 안되는'조커'라는 캐릭터가 등장하는 스토리다.
클로버나라의 이후 다시 이사의 건으로 유원지가 다시 돌아와서, 고란드와 클로버의 탑의 문을 시계탑의 문과 이어서 유리우스와 만날 수 있게 되었다. 그 밖에 서커스가 추가되어 조커를 만날 수 있다.
이번에는 '애이프런·시즌'으로, 각 체재지마다 계절이 부가되었다. 하트의 성은 봄, 유원지는 여름, 모자가게 저택은 가을, 클로버의 탑은 겨울이 되었다.(서커스에는 계절이 없다) 조커와 게임을 해서 같은 계절로 맞추지 않으면 다른 체재지로 놀러갈 수 없게 되었으며, 서커스에 갈 때마다는 반드시 체재지와 똑같은 계절로 설정을 해 놓아야 한다.
다이아나라의 앨리스
클로버의 나라에 체재하고 있던 앨리스는 홀로 이사를 하게 되어, 다른 세계축의 과거로 흘러들어오게 된다. 그 곳에는 그 동안 같이 있던 자신의 안내자 페터 화이트도 없이, 꿈을 자유자제로 이동 가능한 나이트메어만 가끔 만날 수 있게 되었다. 다이아나라의 주민은 모두 앨리스를 몰라서 첫 만남부터 다시 시작해야한다. 어린아이인 에이스와 나이트메어, 아직 암살자 시절인 그레이를 만날 수 있게 되었고, 미술관에서 제리코를 만나거나, 하트의 성이 아닌 다이아의 성에선 시드니와 크리스타를 만났다. 역에서는 다시 조커를 만나지만 앨리스는 에이프런 시즌을 잊고 있기 때문에 조커를 기억하지 못한다.

## 극장판 애니메이션
2011년에 QuinRose 공식 사이트를 통하여 극장판의 제작이 발표되어, 2011년 7월 30일 공개되었다. 오리지널 스토리를 사용한 작품으로, 제작사에 따르면 게임을 플레이한 사람은 물론 플레이하지 않은 사람도 즐길 수 있는 내용이다.

### 스탭
- 원작 - QuinRose
- 감독 - 오오바 히데아키(大庭秀昭)
- 감수 - QuinRose
- 각본 - 사츠키 코우(五月攻)
- 캐릭터 원안 - QuinRose
- 캐릭터 디자인 - 하라 슈이치(原修一)
- 미술설정 - 히라사와 아키히로(平澤晃弘)
- 미술감독 - 스즈키 미치에(鈴木路恵)
- 음악 - 마리(鞠)
- 애니메이션 제작 - 아사히 프로덕션, QuinRose
- 배급 -클록워크스

## 만화
- 맥 가든 발행
  - 하트 나라의 앨리스 : 호시노 소우메이 작, 전 6권
  - 하트 나라의 앨리스 ~My Fanatic Rabbit~ : 사이케 데리코 작, 전 2권
- 이치진샤 발행
  - 조커 나라의 앨리스 ~서커스와 거짓말쟁이 게임~ : 후지마루 마메노스케 작

### 앤솔로지 코믹
- 후지마루 마메노스케(藤丸豆ノ介) 그림
  - 클로버 나라의 앨리스 ~블러디 트윈즈~ : 전 1권
  - 클로버 나라의 앨리스 ~하트의 기사~ : 전 1권
  - 클로버 나라의 앨리스 ~체셔 고양이와 왈츠~ : 전 7권
  - 애니버서리 나라의 앨리스 ~시계장수~ : 전 1권
- 욥(よぶ) 그림
  - 클로버 나라의 앨리스 ~나이트메어~ : 전 1권
  - 클로버 나라의 앨리스 ~도마뱀 보좌관~ : 전 1권
  - 조커 나라의 앨리스 ~이른 아침에 꾸는 꿈~
    - 조커 나라의 앨리스 ~ 한낮에 꾸는 꿈~
    - 조커 나라의 앨리스 ~한밤중에 빠지는 꿈~
- 키사키 나유(木崎ナユ) 그림
  - 클로버 나라의 앨리스 ~흰토끼와 시계장치의 함정~ : 전 3권
- 이와키 소요고(岩城そよご) 그림
  - 클로버 나라의 앨리스 ~삼월 토끼~ : 전 1권
- 사쿠라 리코(佐倉リコ) 그림
  - 하트 나라의 앨리스 ~모자장수와 한밤의 다회~ : 전 2권
- 미나모토 이치미(源一実) 그림
  - 클로버 나라의 앨리스 ~검은 도마뱀과 쓴 맛~ : 전 3권
- 시치리 케이(七里慧) 그림
  - 클로버 나라의 앨리스 ~쌍둥이 연인~ : 전 1권

## 소설

### 고단샤 문고
고단샤X문고 화이트 하트 레이블로, 전 문고의 집필은 우오즈미 유키코(魚住ユキコ), 일러스트는 QuinRose 담당.
- 하트 나라의 앨리스 ~The Scent of Roses~
- 하트 나라의 앨리스 ~The Wind of Midnight~
- 하트 나라의 앨리스 ~Memories of the Clock~
- 클로버 나라의 앨리스 ~Sweet Pain, Bitter Love~
- 클로버 나라의 앨리스 ~A Little Orange Kiss~
- 클로버 나라의 앨리스 ~The Daydream Lover~
- 조커 나라의 앨리스 ~Mask of the Circus~
- 조커 나라의 앨리스 ~Sugary Love Stories~
- 조커 나라의 앨리스 ~My Honey Children~
- 하트 나라의 앨리스 ~Sunny Day Sunday~

### 이치진샤 문고
이치진샤 문고 아이리스 레이블로, 전 문고의 일러스트는 후미즈키 나나(文月ナナ) 담당.
- 코마키 모모코(小牧桃子) 집필
  - 하트 나라의 앨리스 ~시계 장치의 기사~
- 타테야마 미도리(館山緑) 집필
  - 하트 나라의 앨리스 ~로즈 티 파티~
  - 클로버 나라의 앨리스 ~가디언 게임~
- 시라카와 사나(白川紗奈) 집필
  - 클로버 나라의 앨리스 ~화이트 콜링~
  - 클로버 나라의 앨리스 ~프로미스 레드~
  - 조커 나라의 앨리스 ~시즌 오브 로즈~
  - 하트 나라의 앨리스 ~드림 워커~
  - 하트 나라의 앨리스 ~리들 오브 캣~